# Haplogrup E3a del cromosoma Y humà
L'haplogrup E3a del cromosoma Y humà és un haplogrup format a partir de l'haplotip M2 del cromosoma Y humà.
Aquest haplogrup es troba restringit a l'Àfrica subsahariana fora del Corn d'Àfrica (on domina l'E3b) i a poblacions descendents. És l'haplotip més estès d'aquesta àrea.
Aquest haplogrup és una branca del E.